# Jan Doležel
Jan Doležel (28. listopadu 1901 – ???) byl český a československý politik Československé sociální demokracie a poválečný poslanec Ústavodárného Národního shromáždění.

## Biografie
V období let 1936–1938 působil jako ředitel českých menšinových škol v Bruntálu. Od června 1945 do roku 1946 byl předsedou okresní správní komise v Bruntálu.
V parlamentních volbách v roce 1946 se stal poslancem Ústavodárného Národního shromáždění za ČSSD. V parlamentu zasedal do voleb do Národního shromáždění roku 1948.
V roce 1946 mu město Bruntál udělilo čestné občanství. V roce 1951 se odstěhoval z Bruntálu do Bílé v Beskydech.